# Sonata per pianoforte n. 1 (Skrjabin)
La Sonata per pianoforte n. 1 in fa minore Op. 6, di Aleksandr Nikolaevič Skrjabin, è la terza delle dodici sonate da lui composte. Fu completata nel 1892. La chiave della sonata è quella oscura di fa minore. La musica è emotivamente carica poiché gran parte di essa è stata scritta dopo che Skrjabin si era danneggiato la mano destra per aver suonato eccessivamente il pianoforte.

## Storia
Prima della sonata op. 6 che porta il n° 1, Skrjabin ne aveva già composte due. La prima, un unico movimento in sol maggiore (movimenti associati non sono stati trovati) è stata pubblicata solo postuma. La seconda, in mi bemolle minore, fu condensata e riscritta per diventare il singolo movimento Allegro Appassionato op. 4.
Secondo quanto riferito, Skrjabin si stava esercitando in modo eccessivo sulle Réminiscences de Don Juan di Liszt e sull'Islamey di Balakirev, quando questo super lavoro gli danneggiò la mano destra. Fu informato dai medici che non avrebbe mai più suonato. La sonata n° 1 è stata il grido personale di Skrjabin contro Dio: la tragedia della perdita di un pianista virtuoso a causa del destino capriccioso, il disegno di Dio. Durante questo periodo di disabilità, scrisse Preludio e Notturno, op. 9 solo per la mano sinistra; tuttavia, a tempo debito la sua mano destra si riprese.
La perdita temporanea dell'uso della mano destra è anche attribuita al fatto di spingersi a sviluppare schemi ritmici complicati per la mano sinistra in molta parte della sua musica. Questa qualità aiuta a spiegare, in parte, perché molti dei suoi pezzi sono considerati piuttosto impegnativi da eseguire.

## Struttura e contenuto
La sonata è in quattro movimenti e richiede circa 18-20 minuti per l'esecuzione:
1. Allegro con fuoco
2. Adagio
3. Presto
4. Funèbre

Il primo movimento, "Allegro con fuoco", inizia con un tema di apertura molto oscuro e appassionato. Questo cresce in un culmine leggermente più ottimista, ma scende di nuovo in un clima desolato vicino al tema. Continua con un secondo tema malinconico in la bemolle maggiore che si incrementa fino alla fine molto maestosa dell'esposizione del 1° movimento. C'è una sezione turbolenta di sviluppo, seguita da una ricapitolazione dei due temi principali, in forma leggermente varia e con le modulazioni modificate per riportare il secondo tema in fa maggiore. Il movimento termina in modo molto silenzioso, vacillando incerto tra fa minore e maggiore, prima di stabilizzarsi in fa maggiore nell'ultimo accordo sostenuto.
Il secondo movimento, in do minore, è un "Adagio" molto triste in forma ternaria, che termina tranquillamente in do maggiore.
Il terzo movimento, "Presto", di nuovo in fa minore, è in una forma rondò piuttosto condensata e compatta. Il movimento è aspro e agitato, alleviato solo brevemente dal tema centrale più tenero in la bemolle maggiore e martella con rabbia una fine irrisolta, che si risolve nel movimento lento finale, il "Funèbre", sempre in fa minore e simile nell'umore alla marcia funebre della sonata per pianoforte n. 2 op. 35 di Fryderyk Chopin. L'oscurità è inalterata fino al desolante finale in fa minore.
La sonata è stata pubblicata dalla prestigiosa casa editrice di proprietà di Mitrofan Petrovič Beljaev nel 1895 inizialmente come Sonatina, solo più tardi come sonata.